# Ān Xuán
Ān Xuán (安玄 Wade-Giles:  An Hsüan, giapponese: An Gen; Henan, II secolo – II secolo) è stato un monaco buddhista e traduttore partico.
Ān Xuán fu un mercante (upāsaka) partico che risiedeva a Luoyang e, che per meriti non precisati, si guadagnò, dal governo cinese, il titolo onorifico militare di comandante di cavalleria (騎都尉).
Nel 181 lo troviamo sempre a Luoyang insieme al monaco buddista cinese Yán fódiào (嚴佛調) come traduttore del Fǎjìng jīng (法鏡經, Sutra dello specchio del Dharma, sanscrito Ugra[datta]paripṛcchā conservato al T.D. 322) un sutra specifico per la pratica dei laici (upāsaka), le cronache ci dicono che Ān Xuán traduceva oralmente mentre Yán fódiào metteva per iscritto.